# Samson Oghenewegba Nathaniel
Samson Oghenewegba Nathaniel (né le 29 août 1997) est un athlète nigérian, spécialiste des épreuves de sprint.

## Biographie
Il remporte en 2024 deux médailles lors des Jeux africains d'Accra au Ghana : le bronze au titre du relais 4 × 400 m et l'or au titre du relais 4 × 400 m mixte en participant aux séries.

## Palmarès
| Date | Compétition                    | Lieu     | Résultat | Épreuve         | Marque                   |
| ---- | ------------------------------ | -------- | -------- | --------------- | ------------------------ |
| 2016 | Championnats du monde en salle | Portland | 5e       | 4 × 400 m       | 3 min 8 s 55             |
| 2022 | Championnats du monde          | Eugene   | 6e       | 4 × 400 m mixte | 3 min 16 s 21            |
| 2024 | Jeux africains                 | Accra    | 3e       | 4 × 400 m       | 3 min 1 s 84             |
| 2024 | Jeux africains                 | Accra    | 1er      | 4 × 400 m mixte | Participation aux séries |

## Records
| Épreuve | Marque  | Lieu  | Date        |
| ------- | ------- | ----- | ----------- |
| 400 m   | 45 s 23 | Abuja | 6 juin 2017 |